# دباء قصير الأزهار
دباء قصير الأزهار (الاسم العلمي:Lagenaria breviflora) هو نوع من النباتات يتبع جنس الدباء (جنس) من الفصيلة القرعية.